# Бообеков, Качкынбай Джетыбаевич
Качкынбай Джетыбаевич Бообеков (кирг. Качкынбай Жетибаевич Бообеков; 1 января 1937, с. Боролдой, Кеминский район, Киргизская ССР — 26 июля 2020, Бишкек, Кыргызстан) — киргизский организатор судопроизводства, председатель Верховного суда Кыргызской Республики (1991—1995).

## Биография
В 1965 г. окончил Киргизский государственный университет. Работал секретарем Кеминского районного суда, до 1973 г. работал судьей, председателем Рыбачинского городского суда, членом Ошского областного суда. С 1973 по 1989 г. являлся заместителем председателя Нарынского областного суда, заместителем председателя Иссык-Кульского областного суда.
С 1989 г. — член Верховного суда Киргизской ССР. С 1991 по 1995 г. — председатель Верховного суда Кыргызской Республики.
В 1996—2002 гг. — председатель Свердловского районного суда г. Бишкек.
В 2002—2007 гг. — судья Верховного суда Кыргызской Республики.